# Annona ambotay
Annona ambotay Aubl. – gatunek rośliny z rodziny flaszowcowatych (Annonaceae Juss.). Występuje naturalnie w Gujanie Francuskiej, Surinamie, Gujanie, Wenezueli, Kolumbii, Ekwadorze, Peru, Boliwii oraz Brazylii (w stanach Acre, Amazonas, Amapá, Pará, Rondônia, Roraima i Mato Grosso). 

## Morfologia
PokrójZimozielone drzewo dorastające do 3–7 m wysokości. Młode pędy są owłosione.
LiścieMają odwrotnie owalny kształt. Nasada liścia jest ostrokątna. Wierzchołek jest spiczasty.
OwoceTworzą owoc zbiorowy. Mają kulisty kształt. Osiągają 3–5 mm długości.

## Biologia i ekologia
Rośnie w lasach i na brzegach rzek. Występuje na wysokości do 1800 m n.p.m.